# Aline Peixoto
Aline Fernanda Almeida Peixoto (Jequié, 4 de agosto de 1983) mais conhecida como Aline Peixoto é uma enfermeira do estado da Bahia. pelo estado, foi a 50.ª primeira-dama entre 2015 e 2022, durante os dois mandatos de seu esposo, o atual ministro-chefe da casa civil do Brasil, o ex-governador Rui Costa (PT).

## Vida pessoal
É casada com Rui Costa desde 2013, se conheceram no período em que o mesmo era secretário estadual de governo e ela diretora do Hospital Regional de Ipiaú, juntos tiveram duas filhas.

## Carreira política

### Assessora na SESAB (2014-2022)
Em maio de 2014 foi nomeada pelo então governador da Bahia, Jaques Wagner nomeou Aline como assessora na Secretaria de Saúde da Bahia, cargo que respondeu mesmo após a posse de seu esposo no cargo de governador da Bahia, o exercício deste cargo foi motivo de controvérsias durante a sua sabatina como conselheira do TCM em 2023, uma vez que a mesma sempre omitiu o exercício do cargo publicamente.

### 50.ª Primeira-dama da Bahia (2015-2022)
Em 2014, com a vitória de seu marido Rui Costa na eleição ao governo da Bahia, se tornou a 50.ª Primeira-dama do estado, assumindo consequentemente à presidência das Voluntárias Sociais da Bahia, entidade filantrópica ligada ao governo do estado, cuja presidência fica sob responsabilidade das primeiras-damas. Aline tomou posse no cargo de presidente da entidade em 8 de janeiro de 2015, recebendo as funções de Fátima Mendonça, esposa de Jaques Wagner.

### Conselheira do TCM-BA (2023-atualidade)
No dia 13 de fevereiro de 2023 protocolou sua candidatura a vaga de conselheira do Tribunal de Contas dos Municípios, tendo como único concorrente o ex-Deputado Estadual Tom Araújo (UNIÃO). Foi sabatinada pelos deputados inscritos das bancadas de oposição e situação ao governo, tendo sido eleita no dia 8 de março do mesmo ano com 40 votos contra 19 a favor de Tom.
A candidatura de Aline representou a 4.ª cadeira em Tribunais de Contas dos Municípios ocupadas por esposas de integrantes do governo Lula III, fato que gerou críticas por parte dos aliados ao governo como o senador e líder do governo no senado, Jaques Wagner, sua esposa Fátima Mendonça, bem como representantes da oposição, que justificaram as críticas ao fato de Aline não ter experiências, nem formação na área.